# Tania Evans
Tania Evans (* 28. Mai 1967 in London) ist eine britische Sängerin. Bekannt wurde sie als Mitglied des deutschen Eurodance-Projektes Culture Beat.

## Leben
Evans stieß 1993 zu Culture Beat und blieb bis 1997 in der Band. In der erfolgreichsten Phase des Dance-Acts war sie die Leadsängerin und sang auf den Alben Serenity und Inside Out. Zusammen mit Culture Beat erreichte sie mit der Single Mr. Vain in dreizehn Ländern die Top-Position der Single-Charts, darunter Deutschland und Großbritannien. Nach ihrer Trennung von Culture Beat startete Evans eine Solo-Karriere und veröffentlichte 1997 die Single Prisoner of Love (La-Da-Di), die zwar nur die hinteren Ränge der deutschen Single-Top-100 erreichte, jedoch 9 Wochen lang in den Charts blieb. Ein Jahr später war sie Gastsängerin des Trance-Projektes Kosmonova auf dessen Single Singin’ in My Mind. Danach wurde es ruhiger um die Sängerin. Im Jahr 2003 veröffentlichte sie eine Single mit dem Titel Strength To Carry On, dem jedoch kein Charts-Erfolg beschieden war. Seitdem sind keine weiteren Single-Veröffentlichungen von Tania Evans bekannt. Auch an den zahlreichen Comeback-Versuchen des Projektes Culture Beat war sie nicht beteiligt.

## Diskografie (Auswahl)
- 1993 Mr. Vain (Culture Beat)
- 1993 Got to Get It (Culture Beat)
- 1993 Anything (Culture Beat)
- 1993 World in Your Hands (Culture Beat)
- 1995 Inside Out (Culture Beat)
- 1996 Crying in the Rain (Culture Beat)
- 1996 Take Me Away (Culture Beat)
- 1996 Walk the Same Line (Culture Beat)
- 1997 Prisoner of Love (La-Da-Di)
- 1998 Singin’ in My Mind (with Kosmonova)
- 2002 The Strength (To Carry On)

## Belege
1. ↑  Chartquellen: DE
2. ↑  Tania Evans - Strength To Carry On. Abgerufen am 18. Dezember 2018 (englisch).